# Mikayil Muchfig
Mikayil Mushfig (en azéri : Mikayıl Müşfiq), né à Bakou le 5 juin 1908 et mort dans la même ville le 6 janvier 1938 (ou le 12 mars 1939 selon les sources), est un poète, pédagogue, traducteur, membre de l'Union des écrivains d'Azerbaïdjan et ancien rédacteur d'Azərnəşr (la maison d'édition en Azerbaïdjan spécialisée dans la publication de livres, manuels et autres documents imprimés) des années 1930.
La plus grande partie de sa poésie concerne le romantisme, la nature, les sentiments. Malgré cela, il est devenu l'un des poètes critiqués dans l'Union des écrivains azerbaïdjanais. Mushfig est arrêté et exécuté par les autorités soviétiques à l'âge de 29 ans.Le 23 mai 1956, conformément à la décision du Collège militaire de la Cour suprême de l'URSS, il a été réhabilité à titre posthume.

## Biographie
Mikayil Mushfig est né en 1908, à Bakou, capitale de l'Azerbaïdjan, où il reçoit son éducation primaire en russe. En 1920, il étudie à l'école des enseignants de Bakou et en 1931 est diplômé du département de langue et de littérature de l'université d'État de Bakou.
Il commence à travailler comme professeur d'école. Pendant ce temps, il écrit aussi des poèmes. En 1926, son premier poème Un Jour (Bir Gün) est publié dans le journal Gənc İşçi (Jeune travailleur)  à Bakou. Avec Samad Vurgun et Rasul Rza, Mikayil Mushfig est l'un des fondateurs du nouveau style poétique soviétique azerbaïdjanais des années 1930.
Lorsque Staline et Mir Jafar Baghirov décrète que les instruments de musique traditionnels azerbaïdjanais, y compris le Târ, devaient être interdits, Mushfig rédige un poème en réponse intitulé Chante Tar, chante. Son premier livre, Les Vents, est publié en 1930. Il consacre deux poèmes, Afşan (1933) et Şöylə (1934), à Leyla Mammadbeyova, la première femme pilote en Europe du Sud et au Moyen-Orient.
Il est assassiné à l'âge de trente ans sur les ordres de Staline.

## Activité littéraire
Mikayil Mushfig est entré dans le monde de la création artistique dès son jeune âge, liant sa vie et son destin à la poésie, qu’il n’a jamais quittée jusqu’à la fin de ses jours. En 1926, il commence sa carrière poétique avec le poème Bu gün (Aujourd’hui), publié dans le journal Gənc işçi (Jeune Travailleur), et dans les années suivantes, il intervient régulièrement dans la presse périodique. À partir de 1927, ses œuvres sont publiées dans les magazines Maarif və mədəniyyət (Éducation et culture), Komsomol, ainsi que dans le journal Gənc işçi. En 1930, son premier recueil de poèmes intitulé Küləklər (Les Vents) voit le jour, contenant cinquante-trois poèmes et deux traductions.  
L'année 1932 fut particulièrement productive pour Mushfig, avec la publication de recueils tels que Günün səsləri (Les Voix du Jour), Vuruşmalar (Les Combats), Pambıq (Le Coton), et Buruqlar arasında (Parmi les Derricks). Par la suite, il publie successivement Şeirlər (Poèmes), Çoban (Le Berger), Mənim dostum (Mon Ami), Səhər (Matin), Sındırılan saz (Le Saz Brisé), Azadlıq dastanı (L'Épopée de la Liberté), et Buruq adamı (L'Homme des Derricks). En 1934, il est élu membre de l'Union des écrivains d'Azerbaïdjan.  
Véritable pédagogue et patriote, Mushfig accorde une place particulière aux enfants dans son œuvre, créant de nombreux chefs-d'œuvre. Ses contes en vers Şəngül, Şüngül, Məngül (Shengul, Shungul, Mengul), Kəndli və ilan (Le Paysan et le Serpent), ses poèmes Vuruşmalar (Les Combats), Qaya (Le Rocher), Coğrafiya (Géographie), Məktəbli şərqisi (Chant de l'Écolier), et Zəhra üçün (Pour Zahra) lui ont valu une grande popularité parmi les enfants.  
La traduction littéraire occupe également une place importante dans l'œuvre de Mikayil Mushfig. Entre 1930 et 1937, il traduit plusieurs œuvres, notamment Les Tziganes d'Alexandre Pouchkine (avec Ş. Abbasov), Kobzar de Taras Chevtchenko (avec Əhməd Cavad), les Poèmes de Yeghishe Charents, Regarde-moi cet étourdi de Samuil Marchak, ainsi que Le Poème oriental sur la mort de Pouchkine de Mirza Fatali Akhundov. En outre, Mushfig traduit Le Démon de Mikhaïl Lermontov (avec Rəsul Rza), Le Caucase (avec Mikayıl Rəfili), À la mort d’un poète, des extraits de Eugène Onéguine de Pouchkine (avec R. Rza), ainsi que Poltava et Le Prisonnier, sans oublier de nombreux quatrains d'Omar Khayyam et des extraits du Shahnameh de Ferdowsi (avec Mirmehdi Seyidzadə). Ces traductions ont fait de lui un traducteur apprécié.  
En 1936, son poème Səhər (Matin), écrit à l'occasion du 15e anniversaire de l'établissement du pouvoir soviétique en Azerbaïdjan, reçoit le prix des Sept meilleures œuvres littéraires lors d’un concours. En 1937, Mushfig prépare un recueil intitulé Çağlayan (La Cascade), comprenant ses œuvres les plus précieuses écrites durant ses onze années de création, notamment Səhər, Azadlıq dastanı (L'Épopée de la Liberté), Sındırılan saz (Le Saz Brisé), Əbədiyyət nəğməsi (Le Chant de l'Éternité), Şeirim (Mon Poème), Yenə o bağ olaydı (Si seulement ce Jardin Existait Encore), Duyğu yarpaqları (Les Feuilles de Sentiments), et d'autres poèmes et épopées. Cependant, il n'a pas eu la chance de voir son livre publié.  
Les poèmes de Mikayil Mushfig, considérés comme des joyaux rares de la poésie azerbaïdjanaise, tels que Oxu, tar, oxu tar (Joue, tar, joue tar), Qal, sənə qurban (Reste, je me sacrifie pour toi), Sənin gülüşlərin (Tes Sourires), Maralım (Ma Biche), Ana (Mère), Küləklər (Les Vents), et Yenə o bağ olaydı (Si seulement ce Jardin Existait Encore), ont été mis en musique et salués par le public.[2].

## Hommages

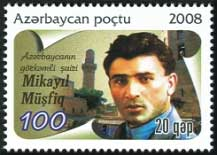
Un timbre fut édité lors du de sa naissance en 2008.

De nombreuses œuvres ont été consacrées à la mémoire de Mikayıl Müşfiq. Parmi elles, on peut citer Bu dərdi kim unudar de Hikmət Ziya, Ölməz Müşfiq üçün de Mədinə Gülgün, Bir gül açdı, sarı gül de Hüseyn Arif, Yenə o bağ olaydıde Balaş Azəroğlu, Müşfiqə d’Əli Kərim, Müşfiqi yaşıdından sordum d’Əliağa Kürçaylı et Müşfiqin tarı de Nüsrət Kəsəmənli.
- Il a été découvert que Şəmsəddin Abbasov avait sauvé le manuscrit du dernier poème épique de Müşfiq, Çağlayan, en 1937. Les poèmes de ce recueil ont été publiés par la suite. Après sa réhabilitation en 1957, une édition en deux volumes de ses œuvres a été imprimée.
- Les paroles de Mikayıl Müşfiq ont inspiré des chansons interprétées par divers artistes : Qal sənə Qurban et Sənin üçün par Zeynəb Xanlarova, Qurban olduğum et Neçin gəlmədin par Şövkət Ələkbərova, Oxu Tar par Gülağa Məmmədov, Yenə o bağ olaydı, Küləklər et Ana Dedim par Eyyub Yaqubov, Oxu sevdiciyim par Nəzəkət Məmmədova, et Söylə par Alim Qasımov.
- En 1968, une statue de Mikayıl Müşfiq a été réalisée par la sculptrice Münəvvər Rzayeva et l'architecte Şəfiqə Rzayeva. Le 9 juin 1970, un monument en son honneur a été inauguré à Bakou, à l’intersection de l’avenue İnşaatçılar et de la rue Nəriman Nərimanov.
- En 1977, le navire de charge Mikayıl Müşfiq a été lancé par l'administration de la navigation maritime de la mer Caspienne pour immortaliser son nom.
- Le 20 avril 1988, par décret du Présidium du Soviet suprême de la République d'Azerbaïdjan, une nouvelle colonie urbaine appelée Müşfiqabad a été créée.
- Lors du 80e anniversaire de Mikayıl Müşfiq en 1988, un Centre commémoratif Mikayıl Müşfiq a été créé à Xızı, dans le village de Sayadlar, à l’emplacement de la maison de campagne de son père, Əbdülqədir. En 2004, le centre a été officiellement transformé en Musée commémoratif Mikayıl Müşfiq par ordre du ministère de la Culture de l’Azerbaïdjan. La maison rénovée a été inaugurée solennellement le 23 juin 2008 à l’occasion du centenaire de sa naissance.
- En 1988, une école secondaire à Sumqayıt a été nommée en son honneur et un buste y a été érigé.
- En 1989, un buste de Mikayıl Müşfiq a été installé dans le village de Sayadlar à l'initiative du colonel philanthrope Əbülhəsən Əhmədov. La sculptrice Münəvvər Rzayeva a réalisé le buste.
- Toujours en 1989, une plaque commémorative a été apposée sur l’immeuble où il habitait à Bakou (rue S. Rəhimov, 108).
- En 1993, une statue en son honneur a été inaugurée dans le district de Qaradağ à Bakou.
- En 1998, le président de la République d’Azerbaïdjan, Heydar Aliyev, a signé un décret concernant la célébration du 90e anniversaire de Mikayıl Müşfiq.
- En 2005, une version élargie du livre Müşfiqli günlərim a été publiée par la maison d’édition Gənclik.
- Le 16 avril 2007, le président Ilham Aliyev a signé un décret sur la célébration du centenaire de Mikayıl Müşfiq.
- En 2008, le centenaire de Mikayıl Müşfiq a été célébré par l’administration du district de Qaradağ et la Société des Amis de Müşfiq.
- En 2008, le président Ilham Aliyev a rendu une ordonnance pour célébrer le 100e anniversaire de Mikayil Mushfig[1].
- Toujours en 2008, une série de timbres commémoratifs a été émise à l’occasion du centenaire de Mikayıl Müşfiq par l’entreprise Azərpoçt (la poste) sous l’égide du ministère des Technologies de l’information et des Communications de la République d’Azerbaïdjan.
- Le 17 mai 2018, le président Ilham Aliyev a signé un décret en vertu de l'article 109 de la Constitution azerbaïdjanaise concernant la célébration du 110e anniversaire de Mikayıl Müşfiq.
- Le 15 octobre 2019, une nouvelle statue en marbre blanc de Mikayıl Müşfiq a été inaugurée dans le village de Müşfiqabad, à Bakou, avec un parc commémoratif.
- Le 7 mai 2019, le Cabinet des ministres de la République d’Azerbaïdjan a inclus Mikayıl Müşfiq dans la liste des auteurs dont les œuvres sont considérées comme patrimoine d’État.
- Actuellement, ses œuvres sont conservées dans les grandes bibliothèques du monde, notamment à la Bibliothèque nationale de Russie, à la Bibliothèque d’État de Russie, à la Bibliothèque du Congrès des États-Unis, à la Bibliothèque nationale du Bélarus, à la Bibliothèque nationale de Turquie et à la Bibliothèque nationale d’Estonie.
- En 2020, le compositeur Cavanşir Quliyev a écrit l’oratorio en 13 parties Müşfiq ağıları, consacré à la tragédie de Mikayıl Müşfiq. Le livret a été rédigé par Sabir Rüstəmxanlı.
- Sur la route de Khizi un monument en son honneur est installé.

Musée commémoratif Mikayıl Müşfiq
Le Centre commémoratif Mikayıl Müşfiq, fondé en 1988 à l’initiative de plusieurs personnalités, dont le colonel Əbülhəsən Əhmədov, a été érigé sur le site de la maison familiale à Sayadlar, dans le district de Xızı. En 2004, il a été transformé en musée commémoratif sous la protection de l’État. La statue symbolique a été réalisée par la sculptrice Münəvvər Rzayeva en 1990. Lors de son centenaire, le monument Oxu Tar a également été dédié à Mikayıl Müşfiq en 2008.

## Œuvres

### Poésie[5]
- Mon Pays (Ölkəm), 1926
- La Mère (Ana), 1927
- Pensée (Düşüncə), 1927
- Mendiant (Dilənçi), 1927
- La Fille (Ay qız), 1928
- Les Vents (Küləklər), 1930
- Les voix du jour (Günün Səsləri), 1932
- Collecte de poèmes, 1934
- Les Feuilles d'un sentiment (Duyğu Yarpaqları), 1935
- Poèmes (2 volumes), 1968 et 1973
- "Et si ce jardin existait encore" (Yenə O Bağ Olaydı ), 1936 - 1937
- Le chant de la Littérature (Ədəbiyyat Nəğməsi), 1935

### Poèmes
- Le Berger (Çoban) 1937
- Mon ami (Dostum)[5] 1937